# 이지현 (그림책 작가)
이지현은 대한민국 일러스트레이터이다. 이지현이 쓰고 그린 첫 그림책 <수영장>이 미국일러스트레이터협회의 ‘2015최고의 그림책 상’을 받았고(Gold Medal Winner - Society of Illustrators' Original Art Show) 미국공영라디오(NPR) ‘2015 최고의 책들’(NPR.org Best Book of the Year), 뉴욕타임즈 ‘2015 주목할 만한 어린이책’(New York Times Notable Book of the Year), IBBY 스웨덴 ‘2016 최고의 번역서 리스트’ 등에 선정되었다(the best-translated book of the year by IBBY in Sweden). 대표작으로 <수영장>, <문>, <이상한 집>, <마지막 섬> 등이 있다.

## 생애
이지현은 1981년 서울에서 태어났다. 고등학교 졸업 후에 무역회사에서 직장생활을 했다. 그러다 하고 싶은 일을 하며 살아가야 겠다는 생각이 들어 회사를 그만두고 그림 그리는 일을 시작했다. 몇 년 후 계원예술대학교에서 미디어 아트를, 그림책 교육기관 힐스(HILLS)에서 그림책을 공부했다. 첫 번째 그림책 <수영장>은 힐스(HILLS)에서의 졸업작품이다. 현재는 남편과 아이와 경기도에 거주하고 있다.

## 커리어
이지현이 쓰고 그린 첫 그림책 <수영장>이 미국, 프랑스, 스페인, 이탈리아, 스웨덴 등에서 번역 출판되었으며, 미국일러스트레이터협회의 ‘2015 최고의 그림책 상’을 받았고, 미국공영라디오(NPR) ‘2015 최고의 책들’, 뉴욕타임즈 ‘2015 주목할 만한 어린이책’, IBBY 스웨덴 ‘2016 최고의 번역서 리스트’ 등에 선정되었다. 2017년에 출간한 그림책 <문>은 미국, 이탈리아, 중국에서 차례로 수출되었디. <문>은 2018년에 미국 학교 도서관 저널(SLJ)에서 가장 새로운 어린이 책(The Most Astonishingly Unconventional)으로 선정되었으며 2019년 IBBY 사일런트 북(Silent Book) 선정도서이기도 한다.

## 스타일
이지현은 어린이 뿐 아니라 더 많은 어른들이 그림책을 즐길 수 있기를 바라며 그림책을 창작한다. 글이 없는 그림책을 주로 작업 하며, 아름다우면서도 쉽고 이야기가 많은 그림책을 만들고자 노력한다. <수영장>, <문> 등 그림책에서 그녀는 판타지 이야기에서 독특하고 환상적인 새로운 세상을 그려줬다. 그림책 <마지막 섬>, <플라스틱 인간>에서는 지금 인류의 바로 눈 앞에서 일어나고 있는 현실을 그림으로 그려냈으며 지구에 사는 우리 모두가 하나로 연결되어 있음을 암시하여 환경과 난민 등 사회적인 이슈를 쉽게 방관해 온 모두에서 경종을 울린다.

## 활동
- 2023 브리즈번 작가축제 참가, 호주[9]
- 2022 인천도시역사관 – ‘푸른 별 지구에서 살아요’ 전
- 2021 원주 그림책 프리 비엔날레 ‘그림책 예술이 되다’ 전
- 2019 국립아시아문화전당 ‘그림책에 풍덩’ 전

외 다수의 전시참여

## 수상
- 2019 Amadora BD the Prize for Best Foreign Illustrator, <수영장>
- 2019 IBBY 사일런트 북 선정도서 (IBBY Silent Book Collection), La porta <문>[6]
- 2018 미국 학교 도서관 저널(SLJ) 선정 2018년 가장 새로운 어린이 책 (The Most Astonishingly Unconventional), <문>[5]
- 2016 IBBY스웨덴 ‘2016 최고의 번역서 리스트’, <수영장>[4]
- 2015 The New York Times ‘Notable Children’s Books of 2015’, <수영장>[3]
- 2015 NPR.org Best Book of the Year, <수영장>[2]
- 2015 미국 ‘2015 Junior Library Guild’ 선정, <수영장>[10]
- 2015 미국일러스트레이터협회의 ‘2015최고의 그림책 상’ (Gold Medal Winner - Society of Illustrators' Original Art Show), <수영장>[1]

## 작품
- 2025 <레스토랑 핑크>, (사계절) ISBN 979-1169813662
- 2024 <나는 요정이 아니에요>, (사계절) ISBN 979-1169811798
- 2021 <마지막 섬>, (창비) ISBN 978-8936455651
  - 2023 L’ultima isola, Italia (orecchio acerbo) ISBN 979-1255070184
- 2018 <이상한 집>, (이야기꽃) ISBN 978-8998751326
- 2017 <문>, (이야기꽃) ISBN 978-8998751203
  - 2019 神奇的门, China (外语教学与研究出版社) ISBN 978-7521312157
  - 2018 LA PORTA, Italia (orecchio acerbo) ISBN 978-8899064846
  - 2018 DOOR, USA (Chronicle Books) ISBN 978-1452171425
- 2013 수영장, (이야기꽃) ISBN 978-8998751029
  - 2019 A PISCINA, Portugal (Orfeu Negro) ISBN 978-9898868497
  - 2019泳池奇遇, China mainland (外语教学与研究出版社) ISBN 978-7521312140
  - 2019你們吵吧，我只想靜靜的欣賞, Taiwan (奧林文化) ISBN 978-9869768221
  - 2016 La piscine, France (kaleidoscope) ISBN 978-2877678803
  - 2016 SIMBASSANGEN, Sweden (Bokforlaget mirando) ISBN 978-9198330304
  - 2015 POOL, USA (Chronicle Books) ISBN 978-1452142944
  - 2015 La piscina, Italia (orecchio acerbo) ISBN 978-8899064075
  - 2014 LA PISCINA, Spain (BARBARA FIORE EDITORA) ISBN 978-8415208501

### 협업작품
- 2023 <안녕, 나의 하비>, 오미경(글), (키즈엠) ISBN 979-1157856299
- 2021 <플라스틱 인간>, 안수민(글), (국민서관) ISBN 978-8911129058
- 2017 <벽>, 박채란(글), (꿈교출판사) ISBN 979-1185928142
- 2015 <네버랜드 미아>, 김기정(글), (시공주니어) ISBN 978-8952780942